# Sysimäki
Sysimäki är en kulle i Finland. Den ligger i Vederlax i landskapet Kymmenedalen, i den södra delen av landet, 150 km öster om huvudstaden Helsingfors. Toppen på Sysimäki är 49 meter över havet.
Terrängen runt Sysimäki är platt. Havet är nära Sysimäki åt sydost.